# ハンディやしき
ハンディやしき（本名：矢鋪 剛義（やしき たけのり）、1977年8月23日 - ）は、日本のタレント。テレビ、ラジオ、イベントの司会、料理教室の講師などで幅広く活動している。石川県能美市(旧根上町)出身。血液型A型。

## 略歴
高校卒業後、芸能界を目指し上京。
2001年お笑いトリオ「こんらんチョップ」結成。ツッコミを担当。2008年に解散（なお、こんらんチョップ時代の他のメンバーは、コンビ「グーとパー」として活動）。
その後、ベガス味岡に師事し、通販マン「ハンディやしき」としてテレビショッピングのレポーター、イベントMC、司会、実演販売、俳優として活動。
2014年 拠点を出身地・石川県に移す。
2014年7月14日、多嶋沙弥と共に石川県能美市の観光大使に任命される 。
2015年 石川県観光特史に任命される。
2017年 マジシャンKAZとコラボユニット"2HAND'S(ツーバンズ)"を結成。
2018年 石川県アンテナショップ公式アンバサダーに任命される。
2021年　発酵食品ソムリエの資格取得
2022年    料理研究家として活動の幅を広げ 料理教室で講師を行っている。

## 主な出演番組

### テレビ
・ワンエフ(KNBテレビ)
- 石川さん情報live リフレッシュ（石川テレビ）  - 2019年3月
- 石川テレビ開局45周年特別番組 開業着前！北陸新幹線ふれあいさんぽ（石川テレビ）
- 会議室の女 （北陸朝日放送）
- ハンディやしきの寄ってらっしゃい！店らっしゃい！（テレビ金沢）
- 石川テレビ厳選 買うなら今でショー（石川テレビ）
- わがまま!気まま!旅気分今が旬北陸福井おもてなしの旅（BSフジ・福井テレビ）
- キャイ〜ンの北陸に住みたイ〜ン（石川テレビ・富山テレビ・福井テレビ）
- ベガスマート（テレビ東京）
- ハロモニ@（テレビ東京）
- 所さんの学校では教えてくれないそこんトコロ!（テレビ東京）
- 森田一義アワー 笑っていいとも!（フジテレビ）
- あらぶんちょ！（東京ケーブルネットワーク）
- 浜ちゃんと!（読売テレビ）
- ヒルナンデス!（日本テレビ）

### ラジオ
- レコメン!（文化放送）
- フリートーカー・ジャック!（アール・エフ・ラジオ日本）
- 笑ってE-じゃん（アール・エフ・ラジオ日本）
- アンタッチャブルのシカゴマンゴ（TBSラジオ）
- ハンディーやしきの5時までGoGo!（北陸放送） - 2023年3月
- ラジオかなざわ能登町ふるさと物語
- ラジオこまつ「摩耶の刺激的好奇心」

### CM
- トヨタ自動車「新型プリウス」
- Panasonic「IHクッキングヒーター据置タイプ」
- NTTドコモ「だから私は、Xperia」
- パチンコスロットホームラン TV、ラジオCM ナレーション
- サンプル百貨店
- 焼肉のたれ「宮殿」
- スバル・アイサイトツーリングアシスト
- 新栄金属 https://youtu.be/eenW4fQWek
- 加賀産業開発https://youtu.be/KwZ4Kdztdko
- ピザーラ
- 美川温泉元湯ほんだ

### 雑誌
- お笑いタイフーンJAPAN（エンターブレイン）
- ザッピィ（メディアファクトリー）
- ウォッチビート

### DVD
- 宴会芸講座〜ゴルゴ松本先生〜赤盤、黒盤

### 舞台
- オムニ（劇団K助）
- 銀座cafe太子堂

### WEB
- 近畿労働金庫
- サンコーレアモノショップ
- 加賀産業開発

### MC
- ムラサキスポーツファッションショー
- ベガスターズライブ
- ドコモ
- 富士通

- 北陸ラーメン博・PRステージ
- 福井おとな博
- 北陸ヨガフェスタ・PRステージ
- いしかわさんカーニバル
- 日本ガイシ石川工場 夏祭り

・第34回 金沢湯涌温泉「氷室開き」
・ のりこえよう能登！2025